# Афонсу де Соуза, Мартин
Марти́н Афо́нсу де Со́уза (порт. Martim Afonso de Sousa, ок. 1490/1500, Вила-Висоза — 21 июля 1571, Лиссабон) — португальский фидалгу и мореплаватель, представитель знатного рода Соуза.

## Порядок имён
Биографический справочник Portugal и энциклопедический словарь Lello в наименованиях статей используют следующий порядок имён: SOUSA (Martim Afonso de). Тот же порядок использован в указателе имён фундаментального геральдического трёхтомника Анселму Браамкамп Фрейре (Anselmo Braamcamp Freire) Brasões da Sala de Sintra («Гербы Гербового зала дворца в Синтре»): Sousa (Martim Afonso de).

## Биография
Считается одним из наиболее выдающихся португальских военачальников и мореплавателей.
Воспитывался и получал образование при дворе герцога Браганского. Изучал математику, космографию и навигацию. Занимал должность главного алкайда Брагансы и Риу Майор. Оставил службу у герцога Брагансы, отказался от звания и других оказанных герцогом милостей, чтобы служить принцу, сыну Мануэла I, будущему королю Жуану III, который был его другом детства. Затем отправился в Кастилию и провел некоторое время в Саламанке. По возвращении в Португалию правивший уже король Жуан III приветствовал его с большим уважением и почестями, потому что Мартин Афонсу де Соуза был знатного происхождения, отличался доблестью, умом и различными талантами. Был одним из наиболее успешных учеников Педру Нунеша, добился быстрой карьеры и вошёл в доверительные отношения с королём. Его расположения пытались добиться сторонники различных придворных партий.
В 1521 году сопровождал вдову королеву Элеонору Австрийскую в Кастилию. Там около 1523 года женился на Ане Пиментель (Antonia Pimentel), происходившей из весьма знатного кастильского рода. Ана Пиментель была дочерью Ариаса Мальдонадо, комиссара Эстрианы и регента Саламанки и Талаверы и Хоаны Пиментель, дочери дона Педро Пиментеля, лорда Тавары, и сестрой дона Бернардино Пиментеля, 1-го маркиза Тавары. Мать жены Мартина Афонсу де Соуза, таким образом, происходила по отцовской линии от графов Пиментелей Бенавенте, знатного рода португальского происхождения, перебравшегося в Кастилию (Испании в современном понятии термина тогда не существовало) в XIV веке. Впоследствии по материнской линии семейство породнилось с графами Альба де Листе. Благодаря своему браку Мартин Афонсу де Соуза установил родство с некоторыми из основных знатных семей Кастилии.

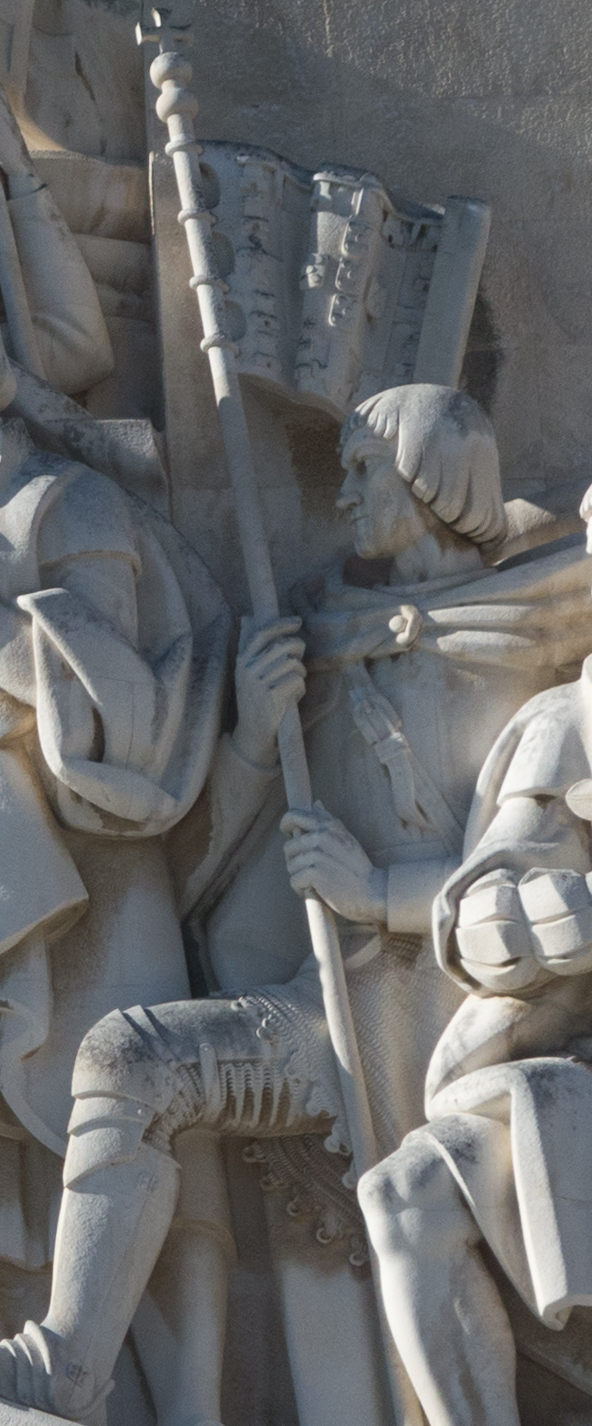
Скульптура Мартина Афонсу де Соузы на памятнике первооткрывателям, Лиссабон

Осуществлял командование первой официальной португальской экспедицией в Бразилию. Чувствуя угрозу со стороны французских и голландских кораблей у берегов Бразилии, португальская корона в декабре 1530 послала флот с экипажем 400 человек под предводительством Мартина Афонсу де Соузы с целью заселения колонии, охраны побережья, установления границ португальских владений и исследования местности. В 1532 году закрепился в бухте, которой дал название Сан-Висенти. В Рио-де-Жанейро основал первый в Бразилии сахарный завод. Задачей Соузы было оставить португальские опознавательные знаки на юге вплоть до устья реки Рио-Плата, но его корабль потерпел кораблекрушение.
По возвращении в Сан-Висенти и Сантус в 1532 году повел отряд под руководством местных жителей и ранних португальских поселенцев, таких как Жуан Рамалью, вдоль гор Серра-ду-Мар к области рядом с будущим поселением Сан-Паулу. На высоком плато основал город Санту-Андре, впоследствии ставшим промышленным пригородом города Сан-Паулу. Также основал сахарный завод в Сан-Висенти, на побережье, где перерабатывался сахарный тростник, привозимый из Кабо-Верде.
Соуза был первым королевским губернатором Бразилии, первым, кто удостоился титулом губернатора Новой Лузитании. Проводил заселение северо-востока страны. Вернулся в Португалию в 1533 году. Несмотря на то, что в Бразилию больше не возвращался, выступил первым вкладчиком средств (1.º donatário) в освоение капитанства Сан-Висенти. В 1534 году отправился в Индию, где благодаря его усилиям во владения Португалии перешла индийская крепость Диу, переданная португальцам в знак заключения союзнического пакта с гуджаратским султаном против империи Моголов. Диу оставался под португальским контролем вплоть до декабря 1961 года, когда он был освобождён индийскими войсками от португальского владычества.
Источники указывают различные даты смерти в Лиссабоне: 1561, 21 июля 1564 или 1571 год.